# Diagnon (Sénégal)
Diagnon est un village du Sénégal situé en Casamance, à proximité de la frontière avec la Guinée-Bissau. Il fait partie de la communauté rurale d'Adéane, dans l'arrondissement de Niaguis, le département de Ziguinchor et la région de Ziguinchor.
Lors du dernier recensement (2002), le village comptait 513 habitants et 71 ménages.
La localité est située dans une zone frontalière durement touchée par le conflit en Casamance. À Diagnon, le 21 novembre 2011, onze jeunes gens, exploitants de bois de teck dans la forêt de Bissine, ont été abattus par des éléments armées supposés appartenir au Mouvement des forces démocratiques de Casamance (MFDC).